# Saintigny
Saintigny – gmina we Francji, w Regionie Centralnym, w departamencie Eure-et-Loir. W 2013 roku liczba ludności wynosiła 1010 mieszkańców. 
Gmina została utworzona 1 stycznia 2019 roku z połączenia dwóch ówczesnych gmin: Frétigny oraz Saint-Denis-d'Authou. Siedzibą gminy została miejscowość Saint-Denis-d'Authou. 